# Sisyphus desaegeri
Sisyphus desaegeri är en skalbaggsart som beskrevs av Haaf 1959. Sisyphus desaegeri ingår i släktet Sisyphus och familjen bladhorningar. Inga underarter finns listade i Catalogue of Life.